# Forest of Dean (district)
Forest of Dean is een Engels district in het shire-graafschap (non-metropolitan county OF county) Gloucestershire en telt 87.000 inwoners. De oppervlakte bedraagt 526 km². Het district is vernoemd naar de historische regio Forest of Dean.
Van de bevolking is 17,3% ouder dan 65 jaar. De werkloosheid bedraagt 3,0% van de beroepsbevolking (cijfers volkstelling 2001).

## Civil parishesin district Forest of Dean
Alvington, Awre, Aylburton, Blaisdon, Bromesberrow, Churcham, Cinderford, Coleford, Corse, Drybrook, Dymock, English Bicknor, Gorsley and Kilcot, Hartpury, Hewelsfield and Brockweir, Huntley, Kempley, Littledean, Longhope, Lydbrook, Lydney, Mitcheldean, Newent, Newland, Newnham, Oxenhall, Pauntley, Redmarley D'Abitot, Ruardean, Rudford and Highleadon, Ruspidge and Soudley, St. Briavels, Staunton, Staunton Coleford, Taynton, Tibberton, Tidenham, Upleadon, West Dean, Westbury-on-Severn, Woolaston.

## Spoorwegen
- Station Lydney
- Station Chepstow, Monmouthshire

## Rivier
- Wye (rivier)

## Harry Potter
In het laatste boek van Harry Potter komt het bos ook voor, Harry Potter en Hermelien Griffel zijn er als ze op de vlucht zijn. Harry ontdekt er een zilveren hinde die hem leidt naar het Zwaard van Griffoendor om daarmee het Gruzielement te vernietigen. Het Zwaard ligt onder het ijs van een meertje, dat Harry openmaakt zodat hij het op kan vissen. Hier verdrinkt hij haast, maar Ron Wemel haalt hem eruit en vernietigt het Gruzielement.